# Тольяттинский троллейбус
Толья́ттинский тролле́йбус — троллейбусная система города Тольятти. Открытие троллейбусного движения состоялось 21 января 1966 года.

## История
При индустриальном «втором» и особенно «третьем» «рождениях» города в советскую эпоху в 700-тысячном, не имевшем трамвая городе была создана система троллейбуса. Троллейбусная сеть с почти тремя десятками маршрутов, с более чем тремя сотнями единиц подвижного состава и с тремя депо в своё время была одной из крупнейших в стране, а среди троллейбусов имелись сочленённые «гармошки», которые также были только в немногих городах страны.
24 марта 1961 года исполнительный комитет городского Совета депутатов принял решение «О строительстве троллейбусного транспорта в городе».
В течение 1964—1965 гг. получены первые пять троллейбусов ЗиУ-5, приняты в эксплуатацию тяговая подстанция № 2, депо № 1 и 21,4 километра контактной сети по улице Мира и улице Новозаводской.
Приказом № 4 от 6 января 1966 года Куйбышевского областного управления коммунального хозяйства было создано троллейбусное управление в городе Тольятти. В том же году закончена подготовка первой группы водителей троллейбуса.
21 января 1966 года пущен первый троллейбус № 8 (водитель Ибрагимов А. Б.) по маршруту № 2 (Соцгород — завод «СК»).
В 1967—1968 годах в ходе строительства второй очереди троллейбусной сети сданы в эксплуатацию тяговые подстанции № 5 и № 6. Пущены троллейбусы по маршрутам № 3 и № 4, а также № 5 до стройплощадки Волжского автозавода «АвтоВАЗ».
В 1969 году сданы в эксплуатацию 16 километров контактной сети, диспетчерский пункт в зоне отдыха, тяговая подстанция № 3. Пущен троллейбус в зону отдыха, численность работников троллейбусного управления превысила 500 человек.
В 1970 году сданы в эксплуатацию тяговые подстанции № 4 и № 7, а также 15 километров контактной сети до речного вокзала (Комсомольский район города). Пущен троллейбус по маршруту № 7. Начато строительство депо № 2.
В 1971 году пятилетний юбилей пуска первого троллейбуса в городе. Сданы в эксплуатацию 15 километров контактной сети в Автозаводском районе, общежитие на 400 мест по улице Карбышева. Полностью открыто движение троллейбусов до речного вокзала.
В 1972 году сданы в эксплуатацию тяговые подстанции № 9 и № 10. 4 марта 1972 года сдано в эксплуатацию временное депо № 2. Открыто движение троллейбусов по маршруту № 9, связывающему Автозаводский район с автозаводом. Впервые организована радиосвязь диспетчера с бригадами по ремонту контактной сети.
В 1973 году сданы в эксплуатацию тяговые подстанции № 8, № 12, а также 16 километров контактной сети в Автозаводском районе Тольятти. Открыто движение троллейбусов по маршруту № 10 (ДП «7 квартал» — ДП «КВЦ ВАЗа»). Получен первый троллейбус ЗиУ-9. Проводы последнего кондуктора и переход на бескондукторное обслуживание пассажиров.
В 1975 году сданы в эксплуатацию тяговые подстанции №№ 11, 15, 16, депо № 2. Открыто движение троллейбусов по маршрутам № 11 и № 12 в Автозаводском районе. На совместном заседании исполкома городского Совета депутатов и дирекции азотно-тукового завода принято решение о строительстве третьей очереди троллейбусного транспорта в городе. Совет Министров СССР и ЦК КПСС 16 июня приняли постановление № 513 «О мероприятиях по строительству троллейбусного транспорта на „ТОАЗ“».
В 1976 году открыто движение троллейбусов по маршрутам №№ 13: ДП «7 квартал» — ДП «7 квартал» (по первоначальной схеме), 14: ДП «7 квартал» — ДП «Соцгород», 15: ДП «7 квартал» — ДП «ПО „Трансформатор“», 16: ОП «Мичурина» — ДП «Фосфор». Десятилетний юбилей пуска первого троллейбуса в городе. Введена форменная одежда работников троллейбусного управления.
В 1978 году открыто движение троллейбусов по кольцевому маршруту № 17: ДП «7 квартал» — ДП «7 квартал».
В 1979 году открыто движение троллейбусов по маршруту № 19: ДП «7 квартал» — ДП «Речной вокзал».
В 1981 году открыто движение троллейбусов по кольцевому маршруту № 20: ДП «7 квартал» — ДП «7 квартал». Пятнадцатилетний юбилей пуска первого троллейбуса в городе.
В 1982 году открыто движение троллейбусов по маршруту № 21: ДП «Речной вокзал» — "Азотреммаш".
В 1983 году был списан последний троллейбус ЗиУ-5, бортовой номер — 127.
В 1985 году, 2 января введено в эксплуатацию троллейбусное депо № 3. Открыто движение троллейбусов по маршруту № 22: ДП «Речной вокзал» — ДП «Соцгород».
В 1986 году была открыта линия по улицам Дзержинского мимо военного училища, Автостроителей, 40 лет Победы, маршала Жукова, при этом новые маршруты запущены не были, но были изменены маршруты № 13 (ДП «7 квартал» — ДП «7 квартал» (на схему близкую к современной), № 14 (ДП «7 квартал» — ДП «7 квартал»), № 15 (ДП «7 квартал» — ДП «КВЦ ВАЗа»), а также был открыт маршрут № 8 (ДП «Речной вокзал» — ДП «ПО „Трансформатор“»). Двадцатилетний юбилей пуска первого троллейбуса в городе.
C 1989 года началась успешная эксплуатация троллейбусного поезда из двух машин ЗиУ-682, работающих по системе Владимира Веклича.
В 1990 году запущены первые два сочленённых троллейбуса ЗиУ-683. Была проведена первая забастовка водителей.
В 1992 году в депо № 3 был произведён первый капитальный ремонт троллейбуса, первенцем стала машина с бортовым номером 1277.
В 1994 году сдана в эксплуатацию тяговая подстанция № 13. Благодаря этому измененён и продлён маршрут № 8 до кинотеатра «Буревестник».
В 1995 году сдан в эксплуатацию диспетчерский пункт «Набережная», на который незамедлительно были переведены с ДП «7 квартал» маршруты троллейбусов, задействованные в перевозке заводчан к автозаводу. Была проведена четырёхдневная забастовка водителей депо № 2.
В 1996 году впервые появились три троллейбуса нетрадиционного для троллейбусного парка города производителя — марки АКСМ-101.
В 1998 году после долгого перерыва получен первый сочленённый троллейбус.
В 2001 году впервые за десять лет получено 20 новых троллейбусов.
В 2004 году почти на треть сокращено финансирование троллейбусного управления из городского бюджета. Окончательно расформировано старейшее в городе троллейбусное депо № 1. Часть машин передана в депо № 2, другая часть — в депо № 3.
В 2005 году в целях увеличения выручки от продажи талонов впервые проведена моментальная лотерея.
В 2006 году тольяттинский троллейбус отметил своё сорокалетие.
В 2007—2008 году была проведена попытка возобновить движение троллейбусов по маршруту № 12 по прежней схеме, но из-за малого пассажиропотока маршрут был в скором времени отменён.
В 2009 году в ТТУ поступили 6 троллейбусов ТролЗа-5275.07.
В 2010 году в Тольятти поступили 3 троллейбуса ЛиАЗ (ВЗТМ) 52803.
21 января 2011 года — 45 лет тольяттинскому троллейбусу.
В 2014 году в ТТУ поступили 7 троллейбусов Тролза-5265 «Мегаполис» и 15 троллейбусов ТролЗа-5275.03 «Оптима».
С 5 октября по 27 ноября 2015 года были перебои с движением троллейбусов из-за огромных долгов за электричество перед ТЭК и Самара-энерго.
С 1 января 2015 года закрыты маршруты 1, 5к, 8, 8к, 11к, 21к, 22, а также самые протяжённые маршруты № 19 и 25э, связывавшие все три района города. Линии по улицам Родины,Комзина,Горького и части Комсомольской перестали использоваться.
В целях оптимизации троллейбусного сообщения, с декабря 2015 года закрыто депо № 2. Машины передан в депо № 3.
С 1 января 2016 года закрыты маршруты № 5, 9, 10, 11, 15. Работу этих маршрутов восстанавливать не планируется, так как они оплачивались АвтоВАЗом, а последний отказался от заказов троллейбусных маршрутов для перевозки рабочих в пользу автобусов. Также закрыт маршрут 57к, изменена схема движения маршрута 57, который стал проходить по улице Мира вместо улицы Баныкина.
21 января 2016 года тольяттинскому троллейбусу исполнилось 50 лет.
30 января 2016 года на пересечении улиц Ярославской и Чайкиной сгорел единственный троллейбус модели БТЗ-5276-04. Пострадавших нет.
С 12 сентября 2016 года на маршруте 7 появились продлённые рейсы до Портпосёлка.
С 1 декабря 2016 года закрыт троллейбусный маршрут № 57. Маршрут 18 переведён в заказной режим. Таким образом, в городе больше нет регулярного прямого троллейбусного сообщения между Автозаводским и Центральным районами (в 1985 году таких маршрутов было пять — 5, 14, 15, 18, 19), остался лишь один регулярно действующий межрайонный маршрут № 7.
С октября 2017 года по февраль 2018 года в ТТУ поступили 40 новых троллейбусов БКМ-321. В связи с этим большинство старых троллейбусов ЗиУ, срок службы которых значительно превышал нормы, заменили новыми троллейбусами.
9 января 2018 года открыт маршрут 57 с изменённой схемой движения, а также маршруты 57* и 18 (7 квартал — Речной вокзал). Для реализации возможности движения маршрута 18 по новой схеме была реконструирована контактная сеть на перекрёстке улицы Дзержинского и пр-та Степана Разина, а также на перекрёстке улицы Дзержинского и Революционной улицы. Маршрут 18 стал единственным муниципальным маршрутом, охватывающим все три района города.
В феврале 2018 года в целях обеспечения транспортной доступности жителей 2 квартала была изменена схема движения маршрутов 13 и 14.
В октябре 2018 года тольяттинской администрацией запущен проект «ЭКО троллейбус», направленный на привлечение внимания горожан к проблемам экологии. Соответствующими плакатами и буклетами оснастили 41 троллейбус, а один троллейбус ЛиАЗ (ВЗТМ) 52803, раскрасили в яркие цвета и нанесли тематические надписи.
С января 2019 года изменён график работы 4, 18 и 57 маршрутов. Теперь маршрут 18 работает ежедневно, уменьшены интервалы движения в дневное время. Вместе с этим увеличено количество рейсов на маршрутах 4 и 57.
С января 2020 переименованы маршруты №№ 7*, 57* на № 1 и № 8 соответственно, а также восстановлен 22 маршрут.
С 1 декабря 2021 года закрыт маршрут № 8.
31 декабря 2022 года закрыт маршрут № 57.
В январе 2025 года губернатор Самарской области Вячеслав Федорищев сказал что Тольяттинский троллейбус пополнят 7 новых машин

## Действующие маршруты
В таблице приведены действующие маршруты троллейбусов города Тольятти по состоянию на июль 2024 года.
| №   | Начало маршрута        | Конец маршрута | Открытие маршрута                                                              | Примечание | Схема движения |  |
| --- | ---------------------- | --- | ------------------------------------------------------------------------------ | --- | --- |  |
| 1   | Зона отдыха            | Речной вокзал | 1 сентября 2016 года                                                           | Продлённые рейсы 7 маршрута, следующие в Портпосёлок. Организованы в сентябре 2016 года. Ходит по расписанию 5 раз в день | ул. Коммунистическая, ул. Матросова, ул. Громовой, ул. Кунеевская, ул. Комсомольская, ул. Мира, ул. Родины, ул. Комзина |  |
| 2   | Соцгород               | ОАО «Фосфор» | 21 января 1966 года (изменён в 1969 году)                                      | | ул. Мира — ул. Голосова — ул. Новозаводская |  |
| 4   | ПО «Трансформатор»     | ОАО «Фосфор» | 16 февраля 1968 года (изменён в 1969 году)                                     | | ул. Индустриальная, ул. Мира, ул. Победы, ул. Гагарина, ул. Ленина, б-р 50 лет Октября, ул. Новозаводская |  |
| 7   | Соцгород               | Речной вокзал | 4 декабря 1970 года                                                            | | ул. Мира, ул. Комсомольская, ул. Кунеевская, ул. Громовой, ул. Матросова, ул. Коммунистическая |  |
| 13  | ОП «8 квартал»         | ОП «Музыкальная школа» | открыт в 1976 году (?). По современной схеме с 12 февраля 2018 года            | Раннее Кольцевой (внутреннее кольцо), обратный 14 маршруту. До 1986 года ходил по схеме: 7 квартал-Приморский бульвар-Московский проспект-улица Дзержинского-улица Революционная-Приморский бульвар-7 квартал. После эксперимента в феврале 2018 года изменена схема движения: по сущ. схеме - ул. Воскресенская - ул. Заставная - ул. Дзержинского - далее по сущ. схеме                                                                            | б-р Приморский, ул. Революционная, ул. Воскресенская, ул. Заставная, ул. Дзержинского, ул. Автостроителей, ул. 40-летия Победы, ул. Жукова, б-р Приморский |  |
| 14  | ОП «Музыкальная школа» | ОП «8 квартал» | открыт в 1976 году (?). По современной схеме с 12 февраля 2018 года            | Раннее кольцевой (внешние кольцо), обратный 13 маршруту. До 1986 года ходил по схеме: 7 квартал-Приморский бульвар-Московский проспект-улица Дзержинского-проспект Степана Разина-Южное шоссе-Автозаводское шоссе-бульвар 50 лет Октября-улица Ленина-улица Гагарина-улица Мира-Соцгород. После эксперимента в феврале 2018 года изменена схема движения: по сущ. схеме - ул. Дзержинского - ул. Заставная - ул. Воскресенская - далее по сущ. схеме | б-р Приморский, ул. Жукова, ул. 40-летия Победы, ул. Автостроителей, ул. Дзержинского, ул. Заставная, ул. Воскресенская, ул. Революционная, б-р Приморский |  |
| 18* | ОП «8 квартал»         | ПО «Трансформатор» | 1984 год                                                                       | Действует только по заказу ПО «Трансформатор» | б-р Приморский, ул. Революционная, ул. Воскресенская, Южное ш., Автозаводское ш., б-р 50-летия Октября, ул. Ленина, ул. Гагарина, ул. Маркса, ул. Мира, ул. Индустриальная                                                                                    |  |
| 18  | ОП «8 квартал»         | Речной вокзал | 9 января 2018 года                                                             | С января 2019 года работает ежедневно. Является самым протяжённым городским троллейбусным маршрутом России. Единственный муниципальный маршрут, охватывающий все три района города | б-р Приморский, ул. Революционная, ул. Дзержинского, ул. Ботаническая, Южное ш., Автозаводское ш., б-р 50-летия Октября, ул. Ленина, ул. Гагарина, ул. Маркса, ул. Мира, ул. Комсомольская, ул. Кунеевская, ул. Громовой, ул. Матросова, ул. Коммунистическая |  |
| 21  | Речной вокзал          | Транспортный цех | 4 июня 1982 года. По современной схеме с 2003 года                             | | ул. Коммунистическая, ул. Механизаторов, ул. Чайкиной, ул. Ярославская, ул. Громовой, Поволжское ш. |  |
| 22  | Речной вокзал          | ДС «Соцгород» | 2 января 1985 год (закрыт 1 января 2015 года). Восстановлен 9 января 2020 года | | ул. Коммунистическая, Ярославская ул., ул. Громовой, Кунеевская ул., ул. Баныкина, ул. Родины |  |
| 24  | Трансформатор          | ОП «Колхозный рынок» | 11 октября 1996 года. По современной схеме с 2006 года                         | Действует только по заказу ПО «Трансформатор» | ул. Индустриальная, ул. Комсомольская, ул. Кунеевская, ул. Громовой, ул. Матросова, ул. Коммунистическая, ул. |  |
| *   | В депо                 | По сути не маршрут но выполняет роль развода сотрудников а также перегонке в депо. Независимо от роли на табло маршрута горит "В депо". | Развоз сотрудников на предприятие "МП ТТУ"                                     | | |  |

## Закрытые маршруты
- 1к ДП «ПО „Трансформатор“» — ДП «Соцгород» (ул. Индустриальная, Мира) (работал в 2005-2006 гг.)
- 3 ДП «Соцгород» — ДП «Фосфор» (ул. Мира, ул. Маркса, ул. Гагарина, ул. Ленина, ул. 50 лет октября, ул. Новозаводская)(закрыт с 01.08.2007)
- 5 ДП «ПО „Трансформатор“» — ДП «КВЦ ВАЗа» (ул. Индустриальная, ул. Мира, ул. Победы, ул. Гагарина, ул. Ленина, б-р 50 лет Октября, Автозаводское ш., Южное ш.) (закрыт с 01.01.2016)
- 5к ДП «КВЦ ВАЗа» — ОП «Автолюбитель» (Южное ш., Автозаводское ш., 50 лет октября) (закрыт с 01.01.2015)
- 6 ДП «Речной вокзал» — ДП «Фосфор» (ул. Коммунистическая, ул. Матросова, ул. Громовой, ул. Кунеевская, ул. Баныкина, ул. Голосова, ул. Новозаводская) (закрыт в 2002 г.)
- 6к ДП «Речной вокзал» — ОП «Завод СК» (ул. Коммунистическая, ул. Матросова, ул. Громовой, ул. Кунеевская, ул. Баныкина , ул. Голосова, ул. Новозаводская) (Работал в 2002-2007 гг.)
- 7* ДП «Речной вокзал» — ДП «Зона отдыха»(Перенумерован в №1)[8]
- 8 ДП «Речной вокзал» — Кинотеатр «Буревестник» (ул. Коммунистическая, ул. Матросова, ул. Громовой, ул. Кунеевская, ул. Комсомольская, ул. Новозаводская, ул. Горького). С 01.01.2018 по 01.12.2021 ходил по схеме: ДП «Речной вокзал» — Кинотеатр «Буревестник» (ул. Коммунистическая, ул. Матросова, ул. Громовой, ул. Кунеевская, ул. Комсомольская, ул. Мира, ул. Голосова, ул. Новозаводская, ул. Горького) (закрыт с 01.01.2015.)

- 8к ДП «ПО „Трансформатор“» — ДП «ПО „Трансформатор“» (Индустриальная, Комсомольская, Кунеевская, Громовой, Матросова, Чайкиной, Механизаторов, Коммунистическая, Матросова, Громовой, Кунеевская, Комсомольская, Индустриальная). (закрыт с 01.01.2015.)
- 9 ДП «7 квартал» — ДП «КВЦ ВАЗа» (б-р Приморский, ул. Революционная, ул. Воскресенская, Южное ш.) (закрыт с 01.01.2016.)
- 10 ДП «7 квартал» — ДП «КВЦ ВАЗа» (б-р Приморский, пр-т Московский, ул. Заставная, Южное ш.) (01.01.2016.)
- 10к ДП «7 квартал» — ДП «КВЦ ВАЗа» (Разина, Спортивная, Московский, Заставная, Южное ш.) (закрыт с 01.04.1979.)
- 11 ОП «Магазин «Детский мир» — ДП «КВЦ ВАЗа» (пр-т Разина, ул. Дзержинского, ул. Заставная, Южное ш.) (закрыт с 01.01.2016)
- 11* ОП «Магазин «Детский мир» — ДП «КВЦ ВАЗа

(по ул. Воскресенской, в направлении КВЦ ВАЗа) (Рейсы прекращены в 2007 г.)
- 11к ОП «Магазин «Детский мир» — ДП «КВЦ ВАЗа» (Спортивная, Разина, Ботаническая, Южное ш.).
- 12 ДП «7 квартал» — ДП «7 квартал» (Приморский б-р-ул. Революционная-ул. Дзержинского-п-кт Разина (кольцевой)
- 15 ДП «7 квартал» — ДП «КВЦ ВАЗа» (пр-т Разина, ул. Спортивная, ул. Жукова, ул. 40-летия Победы, ул. Автостроителей, ул. Дзержинского, ул. Заставная, Южное ш.).
- 16 ДП «7 квартал» — ДП «Фосфор» (Разина, Ботаническая, Южное ш., Автозаводское ш.- б-р 50 лет Октября-ул. Новозаводская) - Из источников от 1986г.
- 16 ОП «ул. Мичурина» — ДП «Фосфор» (Автозаводское ш.- б-р 50 лет Октября-ул. Новозаводская) - из источников от 1991г
- 17 ДП «7 квартал» — ДП «7 квартал» (пр-кт Разина - ул. Дзержинского-Московский пр-кт - ул. Спортивная- пр-т Разина (кольцевой)). С 2007 по 2008 годы ходил по другой схеме движения: оп Автолюбитель - оп Спец авто хозяйство(б-р 50-летия Октября, ул. Ленина, ул. Гагарина, ул. Маркса, ул. Мира, ул. Комсомольская).
- 19 ДП «7 квартал» — ДП «Речной вокзал» (Разина, Ботаническая, Южное ш., Автозаводское ш., 50 лет октября, Ленина, Гагарина, Маркса, Мира, Комсомольская, Кунеевская, Громовой, Матросова, Коммунистическая).
- 20 ДП «7 квартал» — ДП «7 квартал» (Разина, Дзержинского, Воскресенская, Революционная, Приморский) - кольцевой, обратный маршруту № 12
- 21к ДП «Речной вокзал» — ОП «Мясокомбинат» (Коммунистическая, Механизаторов, Чайкиной, Ярославская).
- 23 ДП «Соцгород» — ДП «Фосфор» (Родины, Баныкина, Голосова, Новозаводская).
- 23к Зона отдыха — ДП «Фосфор» (Комзина, Баныкина, Голосова, Новозаводская).
- 25э ДП «7 квартал» — ТоАз (Разина, Ботаническая, Южное ш., Автозаводское ш., 50 лет октября, Новозаводская, Голосова, Баныкина, Кунеевская, Громовой, Поволжское ш.)
- 26 ДП «Фосфор» — Кинотеатр «Буревестник» (ул. Новозаводская, ул. Горького)
- 57к ДП «Речной вокзал» -—ДП «Речной вокзал» (ул. Коммунистическая, ул. Механизаторов, ул. Чайкиной, ул. Ярославская, ул. Громовой - оп. Молокозавод - разворот, ул. Громовой, ул. Ярославская, ул. Чайкиной, ул. Механизаторов, ул. Коммунистическая) - кольцевой.
- 57 ДП «Речной вокзал» — ДП «Фосфор» (Коммунистическая, Механизаторов, Чайкиной, Ярославская, Громовой, Кунеевская, Баныкина, Голосова, Новозаводская)

Заменил собой автобусный маршрут 57
- 57 ДП «Речной вокзал» — ДП «Фосфор» (Коммунистическая, Матросова, Громовой, Кунеевская, Мира, Голосова, Новозаводская) 2018-2022 гг.

## Нереализованный маршрут
- 29 ДП «7 квартал» — Зона отдыха (Разина, Спортивная, Московский, Заставная, Южное ш., Автозаводское ш., 50 лет октября, Новозаводская, Голосова, Баныкина, Родины, Комзина)

## Подвижной состав

### Действующий
На сегодняшний день в Тольятти имеется 75 троллейбусов.
В эксплуатации находятся троллейбусы следующих моделей в различных модификациях: БКМ-321 (40), Тролза-5275 «Оптима» (21), Тролза-5265 «Мегаполис» (7), ЛиАЗ(ВЗТМ)-5280 (3), СЗТМ-682Г (1), ЗиУ-682 (3). Часть троллейбусов прошла капитально-восстановительный ремонт, который может включать замену кузова и электрооборудования. У многих троллейбусов в результате подобного ремонта электрооборудование было вынесено на крышу, для чего в тольяттинском троллейбусном управлении были изготовлены специальные кожухи.
Окраска троллейбусов преимущественно белого и оранжевого цвета. Раньше в салоне звучала аудио-реклама.
Имеется два троллейбуса техпомощи и один служебный троллейбус, развозящий сотрудников.

### Исторический
ЗиУ-5, ЗиУ-5Г, ЗиУ-5Д, ЗиУ-682, ЗиУ-682Б, ЗиУ-683, ЗиУ-6205, грузовой КТГ-1.

## Троллейбусные депо
База Тольяттинского троллейбусного управления начинала развиваться на ул. Комсомольской, 90, где расположилось троллейбусное депо № 1, рассчитанное на 125 единиц подвижного состава. 6 января 1966 введено в эксплуатацию. Именно отсюда 21 января 1966 года выехали первые троллейбусы на маршрут. В 2004 году троллейбусное депо № 1 закрыто. Часть машин передана в депо № 2, другая часть — в депо № 3.
В связи со строительством автозавода и нового района, было принято решение о строительстве второго троллейбусного депо на 150 единиц. В 1975 году троллейбусное депо № 2 было введено в эксплуатацию. Туда же переехало и управление предприятием. Теперь Тольяттинское троллейбусное управление сменило юридический адрес: Южное шоссе, 28. Троллейбусное депо № 2 закрыто в 2015 году. Машины переданы в депо № 3. В ДС «7 квартал» расположился филиал, благодаря чему сократились рейсы из парка на маршруты 13 и 14, переданные в филиал из депо № 3.
⁰В начале 1980-х гг. было принято решение о строительстве троллейбусного депо № 3 на 100 машино-мест. Депо было построено на ул. Громовой, 55. 2 января 1985 года введено в эксплуатацию. С декабря 2015 года ТТУ снова сменило юридический адрес: ул. Громовой, 55.
За 40-летний период работы депо № 2 обслуживало троллейбусные маршруты № 5, 5к, 9, 10, 10к, 11, 11к, 12, 13, 14, 15, 17, 18, 19, 20, 25э.
На сегодняшний[какой?] день троллейбусное депо № 3 обслуживает маршруты № 1, 2, 4, 7, 13, 14, 18*, 21, 22, 24.

## Диспетчерские пункты

### Действующие
- «Речной вокзал»
- «Трансформатор»
- «Соцгород»
- «7 квартал» (филиал)

### Закрытые
- «Набережная»
- «Фосфор»
- «Зона отдыха»
- «КВЦ»

## Перспективы
На 2024 год, от прошлой троллейбусной системы осталось 12 маршрутов из 36, одно депо (депо № 1 закрыто в 2004 году, депо № 2 — в 2015 году) и 75 машин.
В последние[какие?] годы троллейбусы не выдерживают конкуренции с маршрутками.
```
В период с 1991 по 2024 годы закрыты маршруты 3, 5, 5к, 6, 8, 8к, 9, 10, 11, 11к, 11*, 12, 15, 16, 17, 19, 20, 21к, 23, 25э, 57, 57*, 57к. На некоторых
[
каких?
]
 маршрутах сокращён выпуск.
```

До 2005 года троллейбус ходил по ТоАзу но в 2016 году сеть по ТоАзу была полностью демонтирована.
Судя по плану развития на 1970-1975 годы должны были пустить троллейбус на улице Свердлова но это так и не было реализовано.
В 1990-1991 годах построили контактную сеть по улицам Дзержинского и Тополиной для 13 и 14 маршрута но из-за экономических проблем сеть по Тополиной так и не использовалась. В 1997 году сеть по улице Тополиной была полностью демонтирована.
Следующая закупка троллейбусов ожидается в 2026 году.
В настоящее[какое?] время не используется для пассажирского движения контактная сеть по Московскому проспекту и проспекту Степана Разина, Приморскому бульвару в районе 6 квартала, ул. Жукова в районе санатория «Прилесье» и ул. Спортивной в Автозаводском районе. Судьба этих участков сети и перспективы возвращения на эти улицы троллейбуса, хотя бы и по другим маршрутам — пока не ясны.
Стоит отметить небольшую положительную динамику в 2017-2018 годах: в виде закупки нового подвижного состава, и открытия или возобновления, некоторых троллейбусных маршрутов.